# Rachele Mussolini

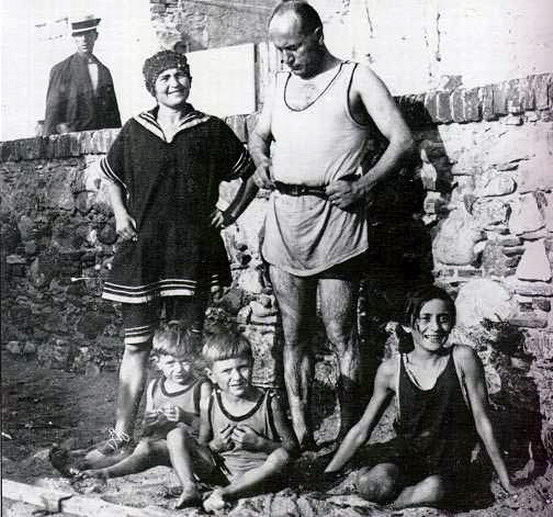
Rachele con Benito Mussolini, 1923.

Rachele Mussolini, de soltera Rachele Guidi, conocida también como Donna Rachele (Predappio, Emilia Romaña; 11 de abril de 1890-Forlì, Emilia Romaña; 30 de octubre de 1979) fue la esposa y, posteriormente, viuda oficial del dictador italiano Benito Mussolini.

## Biografía
Nació en el seno de una familia campesina. Fue la hija de Agostino Guidi y de Anna Lombardi.  
Sentía admiración por Benito Mussolini y en 1910, después de tener una cita con él, iniciaron una relación. En 1914, Mussolini se casó con su primera esposa, Ida Dalser (1880-1937), con quien tuvo a su primogénito varón Benito Albino (1915-1942) y luego fue internada en un manicomio por la policía fascista. 
El 17 de diciembre de 1915, Rachele y Benito se casaron en una ceremonia civil en Treviglio (Lombardía). En 1925 renovaron sus votos en un servicio religioso (después del levantamiento de Mussolini). 

### Familia
Benito y Rachele tuvieron cinco hijos: dos chicas y tres chicos.
- Edda Mussolini (1910-1995), casada con Gian Galeazzo Ciano, conde de Cortellazzo y Buccari.
- Vittorio Mussolini (1916-1997).
- Bruno Mussolini (1918-1941).
- Romano Mussolini (1927-2006), casado con Anna Maria Scicolone, hermana de Sophia Loren.
- Anna Maria Mussolini (1929-1968).

Durante el régimen fascista de Mussolini, Rachele se retrató como la madre y ama de casa fascista ejemplar. Permaneció fiel a su marido hasta el fin. Pero el 28 de abril de 1945, la fecha en la que él murió, Rachele no estaba cuando fueron capturados y fusilados él y Clara Petacci por los guerrilleros italianos. Rachele huyó de Italia después de la Segunda Guerra Mundial pero, en 1945, fue arrestada en Suiza por los partisanos italianos. Se alió con los estadounidenses y fue liberada después de varios meses.

### Vida posterior
A la muerte de su marido, rogó que le entregaran su cuerpo para un entierro privado. Posteriormente Rachele abrió un restaurante.
Después de pleitear en 1968 recibió, con efectos de 1961, una pensión de la República de Italia (Repubblica Italiana) en concepto de viuda de funcionario público una vez que se determinó que fue presidente del Gobierno más tiempo del mínimo para devengarla hasta su muerte